# Time Waits for No One (lied)
"Time Waits for No One" is een nummer van de Britse band The Rolling Stones. Het nummer verscheen als de vijfde track op hun album It's Only Rock 'n Roll uit 1974.

## Achtergrond
"Time Waits for No One" is geschreven en geproduceerd door zanger Mick Jagger en gitarist Keith Richards. Het is het eerste nummer dat werd opgenomen voor het album It's Only Rock 'n Roll. Het nummer is langzamer dan gebruikelijk is voor de band. Het bevat een kenmerkende groove die later werd vergeleken met "Waiting on a Friend", waarvan een eerste versie al in 1972 werd opgenomen. Ook staat het bekend om de Latin-invloeden.
"Time Waits for No One" begint met een riff door Richards die tijdens de gehele track te horen is. Drummer Charlie Watts en basgitarist Bill Wyman spelen een jazzbeat. Wyman bespeelt ook de synthesizer, een instrument dat op dat moment niet vaak gebruikt werd in de muziek van de band. Sessiemuzikant Ray Cooper bespeelt de overige percussie-instrumenten, waaronder de tamboerijn en de maraca's, en zorgt voor een alsmaar doorgaande beat die lijkt op een tikkende klok. Nicky Hopkins bespeelt de piano. De bekendste elementen zijn echter de lange gitaarsolo van Mick Taylor en de teksten van Jagger. Taylor haalde de inspiratie voor de solo uit een bezoek aan Brazilië na de Europese tournee van de band in 1973.
"Time Waits for No One" is nooit live gespeeld door de Rolling Stones en is enkel uitgebracht op twee verzamelalbums: Time Waits for No One uit 1979 en Sucking in the Seventies uit 1981. Op het tweede album is de lange gitaarsolo door Taylor met twee minuten ingekort.

## NPO Radio 2 Top 2000
| Nummer met noteringen in de NPO Radio 2 Top 2000 | '00  | '01-'08 | '09  | '10 | '11  | '12  | '13  | '14  | '15  | '16 | '17  |
| ------------------------------------------------ | ---- | ------- | ---- | --- | ---- | ---- | ---- | ---- | ---- | --- | ---- |
| Time Waits for No One                            | 1402 | -       | 1870 | -   | 1841 | 1871 | 1363 | 1542 | 1575 | -   | 1907 |

1. ↑  Een '-' betekent dat het nummer niet was genoteerd en een vetgedrukt getal geeft de hoogste notering aan.
2. ↑  2000 was het eerste jaar met een notering voor dit nummer.
3. ↑  Deze tabel is bijgewerkt tot en met de laatste editie (2024).